# Nati nel 1975/Ottobre
| Questa pagina contiene informazioni ricavate automaticamente dalle voci biografiche con l'ausilio del template Bio e di un bot. L'aggiornamento è periodico e automatico e ricostruisce completamente la pagina. Se manca una persona in questa lista, sei pregato di non aggiungerla, ma accertati piuttosto che la sua voce biografica contenga il template Bio e che i dati anagrafici siano correttamente compilati. Se il template Bio manca, inseriscilo tu stesso o, in alternativa, metti l'avviso {{tmp\|Bio}} che ne segnala la mancanza. Se i dati riportati sono sbagliati, correggi direttamente la voce biografica; le modifiche saranno visibili in questa lista entro pochi giorni. Per chiarimenti vedi il progetto biografie. La lista contiene solo le 334 persone che sono citate nell'enciclopedia e per le quali è stato implementato correttamente il template Bio. Pagina aggiornata al 2 ago 2025. |

- 1º ottobre - Hanung Bramantyo, regista, sceneggiatore e produttore cinematografico indonesiano
- 1º ottobre - Fabian Busch, attore tedesco
- 1º ottobre - Čulpan Nailevna Chamatova, attrice russa
- 1º ottobre - Csilla Fodor, ex cestista ungherese
- 1º ottobre - Bimba Bosé, modella, cantante e attrice spagnola († 2017)
- 1º ottobre - Kim Sun-a, attrice sudcoreana
- 1º ottobre - Grace Meng, politica e avvocato statunitense
- 1º ottobre - Zoltán Sebescen, ex calciatore tedesco
- 2 ottobre - Obeid Al-Dosari, ex calciatore saudita
- 2 ottobre - Mohammad Al-Sahafi, ex calciatore saudita
- 2 ottobre - Sara Casadei, ex nuotatrice sammarinese
- 2 ottobre - Dave Challinor, ex calciatore inglese
- 2 ottobre - Girvan Dempsey, ex rugbista a 15, allenatore di rugby a 15 e dirigente sportivo irlandese
- 2 ottobre - Gianluca Falsini, allenatore di calcio e ex calciatore italiano
- 2 ottobre - Samuel Garcia, ex calciatore francese
- 2 ottobre - Olivia Magnani, attrice italiana
- 2 ottobre - Michele Marcolini, allenatore di calcio e ex calciatore italiano
- 2 ottobre - Fernando Martel, ex calciatore cileno
- 2 ottobre - Matthew Pearl, scrittore e critico letterario statunitense
- 2 ottobre - Petr Pála, allenatore di tennis e ex tennista ceco
- 2 ottobre - Valentyna Ševčenko, ex fondista ucraina
- 2 ottobre - Adelmo Togliani, attore, regista e sceneggiatore italiano
- 2 ottobre - Rie Yamaki, ex calciatrice giapponese
- 2 ottobre - Christina Zeyen, ex cestista tedesca
- 3 ottobre - Maura Delpero, regista e sceneggiatrice italiana
- 3 ottobre - Greig Fraser, direttore della fotografia australiano
- 3 ottobre - Ulises Gamboa, ex rugbista a 15 e allenatore di rugby a 15 argentino
- 3 ottobre - Phil Greening, ex rugbista a 15 e allenatore di rugby britannico
- 3 ottobre - India.Arie, cantautrice, musicista e polistrumentista statunitense
- 3 ottobre - Maggie Lloyd Williams, attrice zimbabwese
- 3 ottobre - Adonay Martínez, ex calciatore salvadoregno
- 3 ottobre - Taccjana Stukalava, ex sollevatrice bielorussa
- 3 ottobre - Talib Kweli, rapper statunitense
- 3 ottobre - Alanna Ubach, attrice statunitense
- 4 ottobre - Ermanno Ioriatti, pattinatore di velocità su ghiaccio italiano
- 4 ottobre - Reggie Lee, attore statunitense
- 4 ottobre - Cristiano Lucarelli, allenatore di calcio e ex calciatore italiano
- 4 ottobre - Alessandro Mancini, politico sammarinese
- 4 ottobre - Gianfranco Sibello, velista italiano
- 4 ottobre - Liz Tigelaar, sceneggiatrice, produttrice televisiva e scrittrice statunitense
- 4 ottobre - Vasilij Žbogar, velista sloveno
- 5 ottobre - Bobo Baldé, ex calciatore francese
- 5 ottobre - Carlos Calado, ex lunghista, triplista e velocista portoghese
- 5 ottobre - Vera Gheno, linguista, saggista e attivista italiana
- 5 ottobre - Jochem van der Hoeven, ex calciatore olandese
- 5 ottobre - Hans Espen Jordhøy, giocatore di calcio a 5 e calciatore norvegese
- 5 ottobre - Kele Le Roc, cantante britannica
- 5 ottobre - David Linarès, allenatore di calcio e ex calciatore francese
- 5 ottobre - Liu Xiuhua, ex sollevatrice cinese
- 5 ottobre - Diane Morgan, attrice britannica
- 5 ottobre - Parminder Nagra, attrice britannica
- 5 ottobre - Scott Weinger, attore e doppiatore statunitense
- 5 ottobre - Kate Winslet, attrice, doppiatrice e cantante britannica
- 6 ottobre - Oliver Bjerrehuus, modello danese
- 6 ottobre - Braíma, ex calciatore guineense
- 6 ottobre - Skerdilaid Curri, allenatore di calcio e calciatore albanese
- 6 ottobre - Riccardo Fenili, ex pallavolista e giocatore di beach volley italiano
- 6 ottobre - DeMarco Johnson, ex cestista e allenatore di pallacanestro statunitense
- 6 ottobre - Martin Jørgensen, ex calciatore danese
- 6 ottobre - Patrick Keeler, batterista statunitense
- 6 ottobre - Amy Lalonde, attrice e modella canadese
- 6 ottobre - Pato Machete, rapper messicano
- 6 ottobre - Francesco Mattioli, pallavolista italiano
- 6 ottobre - Peter Pellegrini, politico slovacco
- 6 ottobre - Ursula Reutner, linguista tedesca
- 6 ottobre - Alberto Ricceri, fantino italiano
- 6 ottobre - Inés Sainz, modella spagnola
- 6 ottobre - Barnabás Steinmetz, pallanuotista ungherese
- 7 ottobre - Jamie Hector, attore statunitense
- 7 ottobre - Satoshi Iwabuchi, allenatore di tennis e ex tennista giapponese
- 7 ottobre - Damian Kulash, cantante e musicista statunitense
- 7 ottobre - Lars Lewén, ex sciatore alpino e sciatore freestyle svedese
- 7 ottobre - Tim Minchin, comico, attore e musicista australiano
- 7 ottobre - Ryūzō Morioka, ex calciatore giapponese
- 7 ottobre - Omar Andrés Narváez, ex pugile argentino
- 7 ottobre - Rhyno, wrestler statunitense
- 7 ottobre - Sandra Schlüricke, pentatleta tedesca
- 7 ottobre - Dragan Stojkić, ex calciatore bosniaco
- 7 ottobre - Tomáš Vychodil, ex calciatore ceco
- 7 ottobre - Billy Walsh, ex calciatore statunitense
- 8 ottobre - Tahmima Anam, scrittrice e giornalista bangladese
- 8 ottobre - Julia Dufvenius, attrice svedese
- 8 ottobre - Tat'jana Grigor'eva, ex astista russa
- 8 ottobre - Massimo Guarini, autore di videogiochi italiano
- 8 ottobre - Fabio Ilacqua, cantautore, paroliere e compositore italiano
- 8 ottobre - Jack Lester, allenatore di calcio e ex calciatore inglese
- 8 ottobre - Marc Molinaro, politico statunitense
- 8 ottobre - Leonardo Morales, calciatore honduregno
- 8 ottobre - Michail Osinov, allenatore di calcio e ex calciatore russo
- 8 ottobre - Laëtitia Pujol, ex ballerina francese
- 8 ottobre - Tyson Wheeler, ex cestista e allenatore di pallacanestro statunitense
- 9 ottobre - Jeanette Collenberg, ex sciatrice alpina svizzera
- 9 ottobre - Haylie Ecker, musicista e scrittrice australiana
- 9 ottobre - Ge Fei, ex giocatrice di badminton cinese
- 9 ottobre - Alessandro Iannuzzi, allenatore di calcio e ex calciatore italiano
- 9 ottobre - Jarno Janssen, pilota motociclistico olandese
- 9 ottobre - Alen Jukić, ex giocatore di calcio a 5 croato
- 9 ottobre - Kim Jin-woo, ex calciatore sudcoreano
- 9 ottobre - Konstantinos Kokkinakis, pallanuotista greco
- 9 ottobre - Sean Lennon, cantautore, polistrumentista e attore statunitense
- 9 ottobre - Jacopo Morelli, imprenditore italiano
- 9 ottobre - Oleksij Neižpapa, ammiraglio ucraino
- 9 ottobre - René Nsi Akoué, ex calciatore gabonese
- 9 ottobre - Albert Serra, regista, sceneggiatore e produttore cinematografico spagnolo
- 9 ottobre - Stephan Studer, ex arbitro di calcio svizzero
- 9 ottobre - Tony Tuzzolino, allenatore di hockey su ghiaccio e ex hockeista su ghiaccio statunitense
- 9 ottobre - Mark Viduka, ex calciatore australiano
- 10 ottobre - Nunzia De Girolamo, conduttrice televisiva e ex politica italiana
- 10 ottobre - Mark Ford, ex calciatore inglese
- 10 ottobre - Ihsahn, musicista, cantautore e compositore norvegese
- 10 ottobre - Evgenij Makarenko, ex pugile russo
- 10 ottobre - Zajid Mangudadatu, politico filippino
- 10 ottobre - Marc Menchaca, attore statunitense
- 10 ottobre - Ramón Morales, allenatore di calcio e ex calciatore messicano
- 10 ottobre - Rhett Reese, sceneggiatore statunitense
- 10 ottobre - Ibrahim Rojas, canoista cubano
- 10 ottobre - Daniel Santos, ex pugile portoricano
- 10 ottobre - Moses Toata, allenatore di calcio e ex calciatore salomonese
- 10 ottobre - Jean-Guy Trudel, allenatore di hockey su ghiaccio e ex hockeista su ghiaccio canadese
- 10 ottobre - Craig Walton, triatleta australiano
- 10 ottobre - Marco Wanderwitz, politico tedesco
- 10 ottobre - Teva Zaveroni, calciatore francese
- 11 ottobre - Kimberly Clarice Aiken, modella statunitense
- 11 ottobre - Nat Faxon, attore, sceneggiatore e comico statunitense
- 11 ottobre - Marek Kulič, ex calciatore ceco
- 11 ottobre - Lee Sang-hun, ex calciatore sudcoreano
- 11 ottobre - Renate Lingor, ex calciatrice tedesca
- 11 ottobre - Labina Mitevska, attrice e produttrice cinematografica macedone
- 11 ottobre - Louis Ozawa Changchien, attore statunitense
- 11 ottobre - Herbert Pixner, musicista e compositore italiano
- 11 ottobre - Francisco Vila, dirigente sportivo e ex ciclista su strada spagnolo
- 11 ottobre - Donato Zoppo, saggista, giornalista e conduttore radiofonico italiano
- 12 ottobre - Bram Cohen, informatico statunitense
- 12 ottobre - DJ Whoo Kid, disc jockey statunitense
- 12 ottobre - Fábio Noronha de Oliveira, ex calciatore brasiliano
- 12 ottobre - Ivo Janakiev, ex canottiere bulgaro
- 12 ottobre - Marion Jones, ex velocista, lunghista e cestista statunitense
- 13 ottobre - Tadahiro Akiba, allenatore di calcio e ex calciatore giapponese
- 13 ottobre - Noam Behr, ex tennista israeliano
- 13 ottobre - Simon Lee Evans, arbitro di calcio gallese
- 13 ottobre - Matt Jordan, ex calciatore statunitense
- 13 ottobre - Fernando Manuel Pinto Rodrigues, ex calciatore portoghese
- 13 ottobre - Darrel Scoville, ex hockeista su ghiaccio canadese
- 14 ottobre - Fabrizio Catalano, regista e drammaturgo italiano
- 14 ottobre - Michael Duberry, ex calciatore inglese
- 14 ottobre - Amber Guaraglia, ex sciatrice alpina statunitense
- 14 ottobre - Floyd Landis, ex ciclista su strada e mountain biker statunitense
- 14 ottobre - Shaznay Lewis, cantante britannica
- 14 ottobre - Regina Egle Liotta, attivista italiana
- 14 ottobre - Iván Parra, ex ciclista su strada colombiano
- 14 ottobre - Mark Siebeck, ex pallavolista tedesco
- 14 ottobre - Brandon Slay, ex lottatore statunitense
- 14 ottobre - Carlos Spencer, ex rugbista a 15 e allenatore di rugby a 15 neozelandese
- 15 ottobre - Chris Baldwin, ex ciclista su strada statunitense
- 15 ottobre - Alessandro Doga, dirigente sportivo, allenatore di calcio e ex calciatore italiano
- 15 ottobre - Dino Gillarduzzi, ex pattinatore di velocità su ghiaccio italiano
- 15 ottobre - Akiko Higashimura, fumettista giapponese
- 15 ottobre - Chukwudi Iwuji, attore nigeriano
- 15 ottobre - Steve Jolley, ex calciatore statunitense
- 15 ottobre - Vladimír Kožuch, ex calciatore slovacco
- 15 ottobre - Li Jiajun, ex pattinatore di short track cinese
- 15 ottobre - Glen Little, ex calciatore inglese
- 15 ottobre - Stefano Lo Russo, politico e geologo italiano
- 15 ottobre - Désiré Périatambée, ex calciatore mauriziano
- 15 ottobre - Peter Rasmussen, arbitro di calcio danese
- 15 ottobre - Elina Vähälä, violinista finlandese
- 15 ottobre - Sérgio dos Santos, ex pallavolista brasiliano
- 15 ottobre - Denys Šmyhal', politico ucraino
- 16 ottobre - Tat'jana Bakal'čuk, imprenditrice russa
- 16 ottobre - Ahmed Bukhatir, cantante, senatore e imprenditore emiratino
- 16 ottobre - Giada Colagrande, regista, attrice e sceneggiatrice italiana
- 16 ottobre - Antonella Confortola, ex fondista italiana
- 16 ottobre - Lorenzo Galli, allenatore di sci alpino e ex sciatore alpino italiano
- 16 ottobre - Brynjar Gunnarsson, ex calciatore islandese
- 16 ottobre - Jacques Kallis, crickettista sudafricano
- 16 ottobre - Nelson Lee, attore televisivo taiwanese
- 16 ottobre - Kellie Martin, attrice statunitense
- 16 ottobre - Christophe Maé, cantante e polistrumentista francese
- 16 ottobre - Claudio Núñez, ex calciatore cileno
- 16 ottobre - Jamila Wideman, ex cestista e attivista statunitense
- 16 ottobre - Galen Young, cestista e allenatore di pallacanestro statunitense († 2021)
- 17 ottobre - Roberto Angelini, cantautore e chitarrista italiano
- 17 ottobre - Stewart Bola, ex calciatore figiano
- 17 ottobre - Anne Kremer, allenatrice di tennis e ex tennista lussemburghese
- 17 ottobre - Marcin Nowak, chitarrista, bassista e compositore polacco
- 17 ottobre - Despoina Olympiou, cantante cipriota
- 17 ottobre - Safet Osja, ex calciatore albanese
- 17 ottobre - Samuel Slovák, allenatore di calcio e ex calciatore slovacco
- 17 ottobre - Radek Sňozík, ex calciatore ceco
- 17 ottobre - Adrián Terrazas González, musicista messicano
- 17 ottobre - McLain Ward, cavaliere statunitense
- 18 ottobre - Shing02, rapper, produttore discografico e attivista giapponese
- 18 ottobre - Alex Cora, ex giocatore di baseball, allenatore di baseball e dirigente sportivo portoricano
- 18 ottobre - Kunal Kapoor, attore indiano
- 18 ottobre - Kong Linghui, tennistavolista cinese
- 18 ottobre - Daniel Rodrigo Martins, conduttore televisivo e attore argentino
- 18 ottobre - Omar Menghi, pilota motociclistico italiano
- 18 ottobre - Tiziana Nisini, politica italiana
- 18 ottobre - Baby Bash, rapper statunitense
- 18 ottobre - Randy Robitaille, ex hockeista su ghiaccio canadese
- 18 ottobre - François Ruffin, politico, giornalista e regista francese
- 18 ottobre - Josh Sawyer, autore di videogiochi e informatico statunitense
- 18 ottobre - Daniele Soro, ex cestista e allenatore di pallacanestro italiano
- 19 ottobre - Hilde Gerg, ex sciatrice alpina tedesca
- 19 ottobre - Salif Keita, ex calciatore senegalese
- 19 ottobre - Kenjirō Hata, fumettista giapponese
- 19 ottobre - David Lilley, giocatore di snooker inglese
- 19 ottobre - Ryan Oughtred, ex sciatore alpino canadese
- 19 ottobre - Alessandro Rimassa, scrittore italiano
- 19 ottobre - César Sanmartín, ex cestista spagnolo
- 19 ottobre - Simone Vicquery, ex sciatore alpino italiano
- 19 ottobre - Frederic Volante, fumettista italiano
- 19 ottobre - Lars Winnerbäck, cantautore e musicista svedese
- 20 ottobre - Rashid Abdulrahman, ex calciatore emiratino
- 20 ottobre - Federica Angeli, giornalista e saggista italiana
- 20 ottobre - Natalie Gregory, attrice statunitense
- 20 ottobre - Nadine Kleinert, ex pesista tedesca
- 20 ottobre - Almas Kwlşïnbayev, ex calciatore kazako
- 20 ottobre - Rosalía Lázaro, ex atleta paralimpica spagnola
- 20 ottobre - George Mbwando, ex calciatore zimbabwese
- 20 ottobre - Marzena Michalska, siepista polacca
- 20 ottobre - Nélson Pereira, ex calciatore portoghese
- 20 ottobre - Bojan Pavićević, dirigente sportivo e ex giocatore di calcio a 5 serbo
- 20 ottobre - Anna Prandoni, scrittrice e giornalista italiana
- 20 ottobre - Slimane Raho, allenatore di calcio e ex calciatore algerino
- 20 ottobre - Olivier Sarraméa, ex rugbista a 15 e allenatore di rugby a 15 francese
- 20 ottobre - Alexander Straus, allenatore di calcio norvegese
- 20 ottobre - Jenny Wilson, cantante svedese
- 21 ottobre - Mohamed Bahari, ex pugile algerino
- 21 ottobre - Madchild, rapper canadese
- 21 ottobre - Henrique Hilário, allenatore di calcio e ex calciatore portoghese
- 21 ottobre - Ahmed Ismail, ex pugile egiziano
- 21 ottobre - Michele Leghissa, giocatore di beach soccer italiano
- 21 ottobre - Nicolás Mazzarino, allenatore di pallacanestro e ex cestista uruguaiano
- 21 ottobre - Espen Musæus, ex calciatore norvegese
- 21 ottobre - Samuele Sbrighi, attore e regista italiano
- 21 ottobre - Andrij Srjubko, ex hockeista su ghiaccio ucraino
- 22 ottobre - Martín Cardetti, allenatore di calcio e ex calciatore argentino
- 22 ottobre - Chartric Darby, ex giocatore di football americano statunitense
- 22 ottobre - Jesse Tyler Ferguson, attore statunitense
- 22 ottobre - Bora Gulari, velista statunitense
- 22 ottobre - Patrick McHenry, politico statunitense
- 22 ottobre - Bruno Ribeiro, allenatore di calcio e ex calciatore portoghese
- 22 ottobre - Míchel Salgado, dirigente sportivo, allenatore di calcio e ex calciatore spagnolo
- 23 ottobre - Federico Amador, attore argentino
- 23 ottobre - Trevor Challis, ex calciatore inglese
- 23 ottobre - Fabio Gelonese, ex arbitro di calcio a 5 italiano
- 23 ottobre - Glen Jackson, rugbista a 15, arbitro di rugby a 15 e allenatore di rugby a 15 neozelandese
- 23 ottobre - Kōji Kumagai, ex calciatore giapponese
- 23 ottobre - Marcus Lantz, allenatore di calcio e ex calciatore svedese
- 23 ottobre - Kazuo Matsui, ex giocatore di baseball giapponese
- 23 ottobre - Karuho Shiina, fumettista giapponese
- 23 ottobre - Åne Sæter, ex sciatore alpino norvegese
- 23 ottobre - Keith Van Horn, ex cestista statunitense
- 23 ottobre - Manuela Velasco, attrice e conduttrice televisiva spagnola
- 24 ottobre - Juan Pablo Ángel, ex calciatore colombiano
- 24 ottobre - Roland Kökény, canoista ungherese
- 24 ottobre - Rolf Landerl, allenatore di calcio e ex calciatore austriaco
- 24 ottobre - Stokely Mason, ex calciatore trinidadiano
- 24 ottobre - Rune Nilssen, ex calciatore norvegese
- 24 ottobre - Éloïc Peyrache, economista francese
- 24 ottobre - Frank Seator, calciatore liberiano († 2013)
- 24 ottobre - Abuzajd Vismuradov, politico e militare russo
- 24 ottobre - Andrea Zryd, politica svizzera
- 25 ottobre - Vincent Aka-Akesse, lottatore ivoriano
- 25 ottobre - Galeazzo Bignami, politico italiano
- 25 ottobre - Eirik Glambek Bøe, musicista norvegese
- 25 ottobre - Fritz da Cat, disc jockey e produttore discografico italiano
- 25 ottobre - Yousef El Gohary, ex giocatore di calcio a 5 egiziano
- 25 ottobre - Giuseppe Mascia, politico italiano
- 25 ottobre - Giovanni Menchi, cavaliere italiano
- 25 ottobre - Christian Pichler, ex sciatore alpino austriaco
- 25 ottobre - DJ Dean, disc-jockey tedesco
- 25 ottobre - Zadie Smith, scrittrice e saggista britannica
- 25 ottobre - Gerhard Speiser, ex sciatore alpino tedesco
- 25 ottobre - Antony Starr, attore e doppiatore neozelandese
- 25 ottobre - Jean-Benoît Ugeux, attore belga
- 25 ottobre - Mark Walser, ex calciatore liechtensteinese
- 26 ottobre - Giovanni Antoni, rugbista a 15 italiano
- 26 ottobre - Cosimo Calamini, sceneggiatore e scrittore italiano
- 26 ottobre - Hiroko Konishi, doppiatrice, cantante e musicista giapponese
- 26 ottobre - Andreea Pelei, schermitrice rumena
- 26 ottobre - Laurențiu Roșu, ex calciatore rumeno
- 26 ottobre - Daniel Tarone, allenatore di calcio e ex calciatore svizzero
- 26 ottobre - Sofi Tsedaka, cantante e attrice israeliana
- 27 ottobre - Tamer Abdel Hamid, allenatore di calcio e ex calciatore egiziano
- 27 ottobre - Predrag Drobnjak, ex cestista montenegrino
- 27 ottobre - Giacomo Filippi, allenatore di calcio e ex calciatore italiano
- 27 ottobre - Kate Havnevik, cantautrice norvegese
- 27 ottobre - Nicole Herschmann, bobbista tedesca
- 27 ottobre - Nicola Mazzucato, ex rugbista a 15 e allenatore di rugby a 15 italiano
- 27 ottobre - Aron Ralston, alpinista statunitense
- 28 ottobre - Andrea Bearzi, allenatore di calcio a 5 e ex giocatore di calcio a 5 italiano
- 28 ottobre - Simone Corrente, attore e imprenditore italiano
- 28 ottobre - Adrian Durston, ex rugbista a 15 britannico
- 28 ottobre - Juan Manuel Locatelli, ex cestista argentino
- 28 ottobre - Katarina Maloča, ex cestista croata
- 28 ottobre - Martin Kupka, politico ceco
- 28 ottobre - Mirko Pagliarini, allenatore di calcio e ex calciatore italiano
- 28 ottobre - Daniela Urzi, modella argentina
- 29 ottobre - Frank Baumann, dirigente sportivo e ex calciatore tedesco
- 29 ottobre - George Byrd, ex cestista statunitense
- 29 ottobre - Costanzo Della Porta, politico italiano
- 29 ottobre - Christian Gómez, ex calciatore ecuadoriano
- 29 ottobre - Aksel Hennie, attore norvegese
- 29 ottobre - Jon Lucas e Scott Moore, sceneggiatore statunitense
- 29 ottobre - Angus MacLane, sceneggiatore, regista e animatore statunitense
- 29 ottobre - Ruslan Stefančuk, politico ucraino
- 29 ottobre - Michael Schur, sceneggiatore, produttore televisivo e regista statunitense
- 29 ottobre - Viorica Susanu, canottiera rumena
- 29 ottobre - Kolya Yepranosyan, ex calciatore armeno
- 30 ottobre - Roberto Brambilla, compositore italiano
- 30 ottobre - Víctor Carrillo, arbitro di calcio peruviano
- 30 ottobre - Dimităr Ivankov, allenatore di calcio e ex calciatore bulgaro
- 30 ottobre - Joanne Malar, ex nuotatrice canadese
- 30 ottobre - Steve Kazee, attore e cantante statunitense
- 30 ottobre - Francesca La Marca, politica italiana
- 30 ottobre - Irfan Makki, cantautore pakistano
- 30 ottobre - Miguel Ángel Sánchez Muñoz, allenatore di calcio e ex calciatore spagnolo
- 30 ottobre - Håkan Söderstjerna, ex calciatore svedese
- 30 ottobre - Maria Thayer, attrice statunitense
- 31 ottobre - Carla Boyd, ex cestista australiana
- 31 ottobre - Fabio Celestini, allenatore di calcio e ex calciatore svizzero
- 31 ottobre - Diaw Doudou, allenatore di calcio e ex calciatore senegalese
- 31 ottobre - Lucia Franchi, drammaturga e attrice teatrale italiana
- 31 ottobre - Keith Jardine, artista marziale misto e attore statunitense
- 31 ottobre - Julia Lee, attrice statunitense
- 31 ottobre - Director X, regista canadese
- 31 ottobre - Aitor Osorio, dirigente sportivo e ex nuotatore andorrano
- 31 ottobre - Marshall Phillips, ex cestista statunitense
- 31 ottobre - Victoria Ravva, ex pallavolista georgiana
- 31 ottobre - Carrie Salmon, supermodella canadese
- 31 ottobre - Johnny Whitworth, attore e produttore cinematografico statunitense
- 31 ottobre - Žilvinas Žudys, ex calciatore lituano